# Ixodes steini
Ixodes steini är en fästingart som beskrevs av Schulze 1932. Ixodes steini ingår i släktet Ixodes och familjen hårda fästingar. Inga underarter finns listade i Catalogue of Life.